# 逃亡者 (1963年のテレビドラマ)
『逃亡者』（とうぼうしゃ、The Fugitive）は、アメリカABC系列で、1963年から1967年まで放送され、高視聴率を記録したテレビドラマ。

## 概要
4シーズン30話ずつで構成され、全部で120話、最終シーズンのみカラー作品である。
妻殺しの濡れ衣を着せられ死刑を宣告された医師リチャード・キンブルが、警察の追跡を逃れながら、真犯人を探し求めて全米を旅する物語。アメリカでの最終回（後述）の視聴率は50％、占有率は72％
で、アメリカ合衆国における視聴率の最高記録を樹立。これは1980年11月、ラリー・ハグマン主演のドラマ、「ダラス」第4シーズン第1話まで破られることはなかった（『デイリー・バラエティ』によると、最終回の視聴率は50.7％、占有率は73.2％だった）。
完結編の内容は、放送当日まで秘密にすることとしたため、日本でもこれに倣いアフレコ作業を始める当日まで税関の保税倉庫から出さないなど秘匿措置が取られた。日本語の台本製作者はホテルに缶詰めにされ、声優らは通常3日かけるところを徹夜仕事で仕上げた。
日本国内でも、1964年5月16日から1967年9月2日までTBS系列（近畿地区は当時朝日放送）で土曜20:00から放送されて人気を博し、最終話の放送時刻には、ラジオドラマ「君の名は」のように、銭湯がガラ空きになったり、町から人が消えたなどの逸話が残されている。当時発売されたTVガイドによると、日本での最終話の視聴率は、前編が24.5％、後編（最終回）が31.8％であった。なお、本作で初めてTBSの土曜20時枠のスポンサーとしてライオン油脂・ライオン歯磨（現在のライオン）が参入。『8時だョ!全員集合』放送中の1980年にライオンに統合した後も、2022年現在の『ジョブチューン アノ職業のヒミツぶっちゃけます!』に至るまで半世紀以上に渡り筆頭スポンサーを続けている。
TVガイドでは、1965年10月以降 久我三郎 文、亀山博 挿絵 にて小説版が連載されていた。
2006年4月よりNHK衛星第2テレビ(BS2)で第1、第4シーズンが放送された。
2009年10月よりAXNミステリーでも放送された。
本作をリメイクしたドラマ・映画作品も作られている（#関連項目を参照）。

## あらすじ
インディアナ州スタッフォードの小児科医リチャード・キンブルは、妻ヘレンと口論し家を飛び出すが、帰ってみると彼女は殺害されていた。その直前、彼は片腕の男が家から飛び出すのを目撃したが、警察はキンブルを犯人として逮捕する。彼は裁判で有罪となり、第一級殺人で死刑を宣告される。キンブルは、スタッフォード警察のジェラード警部に護送され、鉄道で州刑務所の死刑執行室に向かうが、列車が脱線事故を起こした際の混乱に紛れ、逃走に成功する。殺人罪に加えて逃走罪でも全国に指名手配されるが、キンブルは半白（ロマンス・グレー）だった髪を黒く染め、名前を変え、場所を移動し、さまざまな労働に就きながら、真犯人と思われる片腕の男を探し求める。そんなキンブルを、ジェラード警部は執拗に追跡する。
物語は、キンブルが逃亡先で遭遇するさまざまな出来事を描くことに主眼が置かれている。逃亡者であるキンブルは、目立たないようふるまいには注意を怠らないが、何かトラブルや事件が起こると、持ち前のヒューマニズムからつい介入してしまう。病人やけが人が出た場合、やむをえず医療行為に及ぶこともある。その一方で、もともとインテリの医師である彼は、単純労働に就くとどこか浮いてしまい、周囲の反感を招いて自らがトラブルの種になってしまうことも少なくない。しかし、多くの人々はキンブルの人柄に惹かれ、彼の正体がわかっても進んで逃亡の手助けをする。とはいえ、中には自分の罪を彼になすりつけようとしたり、当局に差し出さない代わりに犯罪の手伝いをさせようとする者も現れる。
このようなシリーズの性格もあって、ジェラード警部の登場は数回に1回程度である。それでも、笑顔を全く見せず、家庭を犠牲にし、上司すらあきれるほど執拗にキンブルを捜し求めるジェラードの姿は、視聴者に強烈な印象を与えた。だが、回が進むにつれ、ジェラードはキンブルが妻殺しの犯人であることには疑問を抱かないものの、彼に他の容疑がかかるとそれを否定するなど、キンブルに一定の理解を示すようになっていく。一方、片腕の男の実在も明らかになり、物語は最終話へと至る。

### 最終話
最終話は、前後編のエピソードとなっている。

#### 前編
キンブルが逃亡生活を始めてから4年の歳月が流れたある日、ロサンゼルスで片腕の男が強盗を犯して逮捕される。キンブルはロスへ急行するが、男はすでに何者かの手によって保釈されていた。しかもキンブルは、待ち構えていたジェラード警部に、ついに逮捕されてしまう。再び、ジェラードに列車で護送されるキンブル。

#### 後編
しかし、キンブルはジェラードに、24時間だけ、片腕の男を探す猶予を与えられる。故郷スタッフォードで、ついに片腕の男を追い詰めたキンブルは、彼と直接対決する。果たして片腕の男は真犯人なのか、キンブルの無実は立証されるのか、物語は最後まで予断を許さない。

## キャスト
- リチャード・キンブル：デビッド・ジャンセン （声：睦五郎）
- フィリップ・ジェラード警部：バリー・モース（声：加藤精三）
- 片腕の男フレッド・ジョンソン：ビル・ライシェ （声：池田忠夫）
- キンブルの妹ドナ・キンブル・タフト：ジャクリーン・スコット （声：#17 野口ふみえ、#64,82 富永美沙子、#119,120 森ひろ子）
- キンブルの妻ヘレン（回想シーンのみ）：ダイアン・ブリュースター （声：江家礼子）
- ナレーター：ウィリアム・コンラッド （声：矢島正明）

## スタッフ
- 企画：ロイ・ハギンズ（Roy Huggins）
- 製作総指揮：クイン・マーチン（Quinn Martin）
- 音楽：ピート・ルゴロ
- 制作：クイン・マーチン・プロダクション、ユナイテッド・アーティスツ・テレビジョン

### 日本語版スタッフ
- 翻訳：額田やえ子
- 演出：山香武
- スタジオ：TBS映画社
- 放送：1964年5月16日-1967年9月2日、毎週土曜20:00-20:55、TBS系列

## 書籍
- 『逃亡者』 - 本作のノベライゼーション。　ロジャー・フラー著、一ノ瀬直二訳。ハヤカワポケットミステリ（早川書房）　絶版。

## サム・シェパード事件
本作「逃亡者」は、現実に起きた「サム・シェパード事件」がヒントになって作られた。
1954年7月4日、オハイオ州クリーブランド郊外に住む、サミュエル（サム）・シェパード医師の家で、彼の妻マリリンが惨殺された。サムはもじゃもじゃした髪の侵入者に殴られ気絶していたと主張したものの、容疑者として逮捕され、第二級殺人（計画性はあるが第一級殺人の条件を満たさない殺人）で終身刑の判決を受ける。母親はショックで拳銃自殺し、父親も病死。しかし、1966年に行われた再審の結果、サムは無罪となって釈放された。
この事件は、マスコミに大きく取り上げられ、本にもなったために、アメリカでは有名であり、ドラマ「逃亡者」がヒットしたのはこうした背景もあった。しかし、再審結果が出ると、アメリカ国民の興味は急速に薄れ、視聴率も下降して、打ち切りが決定した（ただし、最終回は、前述の通り高視聴率の新記録を樹立）。
事件には、後日談がある。サムは再び開業したが、周囲の疑いの目は変わらず、患者は訪れない。サムは酒とドラッグに溺れ、金に困ってプロレスラーに転身したものの、間もなく（1970年）肝不全で死亡した。サムの一人息子サム・リースは、偏見にさらされながら伯父に育てられた。やがて、サムの家の窓掃除人だったリチャード・エバーリングが真犯人である疑いが浮上した。サム・リースは、残された証拠品に対し、事件当時は存在しなかったDNA鑑定を依頼して、エバーリングと一致するという結果を得た。エバーリングは、別の殺人事件のため終身刑で服役中、1998年に死亡したが、別の受刑者によればエバーリングは自分が犯人だと語っていたともいう。サム・リースは、父の無実の罪を晴らすための裁判を起こした。だが、2000年に出た評決では、彼の期待した結果は得られず、真相は未だ藪の中にある。

### 参考
- Sam Sheppard（英語版ウィキペディア）
- Desario, Jack; Mason, William D. (2003-6) (英語). Dr. Sam Sheppard on Trial : The Prosecutors and the Marilyn Sheppard Murder. Kent State Univ Pr. ISBN 9780873387705
- Neff, James (2001-10-30) (英語). The Wrong Man:The Final Verdict on the Dr.Sam Sheppard Murder Case. Random House Inc. ISBN 9780679457190
- “「逃亡者」事件におけるDNA鑑定”.  関西医科大学法医学講座/関西医科大学大学院法医学生命倫理学研究室 (2002年12月4日). 2009年7月4日閲覧。
- Linder, Douglas. “Dr.Sam Sheppard Trials” (英語). 2009年7月4日閲覧。
- “知ってるつもり?! 実録『逃亡者』! 冤罪と戦った一人の男と家族の50年”.  日本テレビ. 2007年7月4日閲覧。
- CNN 1999年10月5日のニュース